# رأس الحد
رَأْس ٱلْحَدّ هي قرية تابعة لولاية صور بمحافظة جنوب الشرقية في سلطنة عمان. يخدم المنطقة مطار رأس الحد.

## الجغرافيا

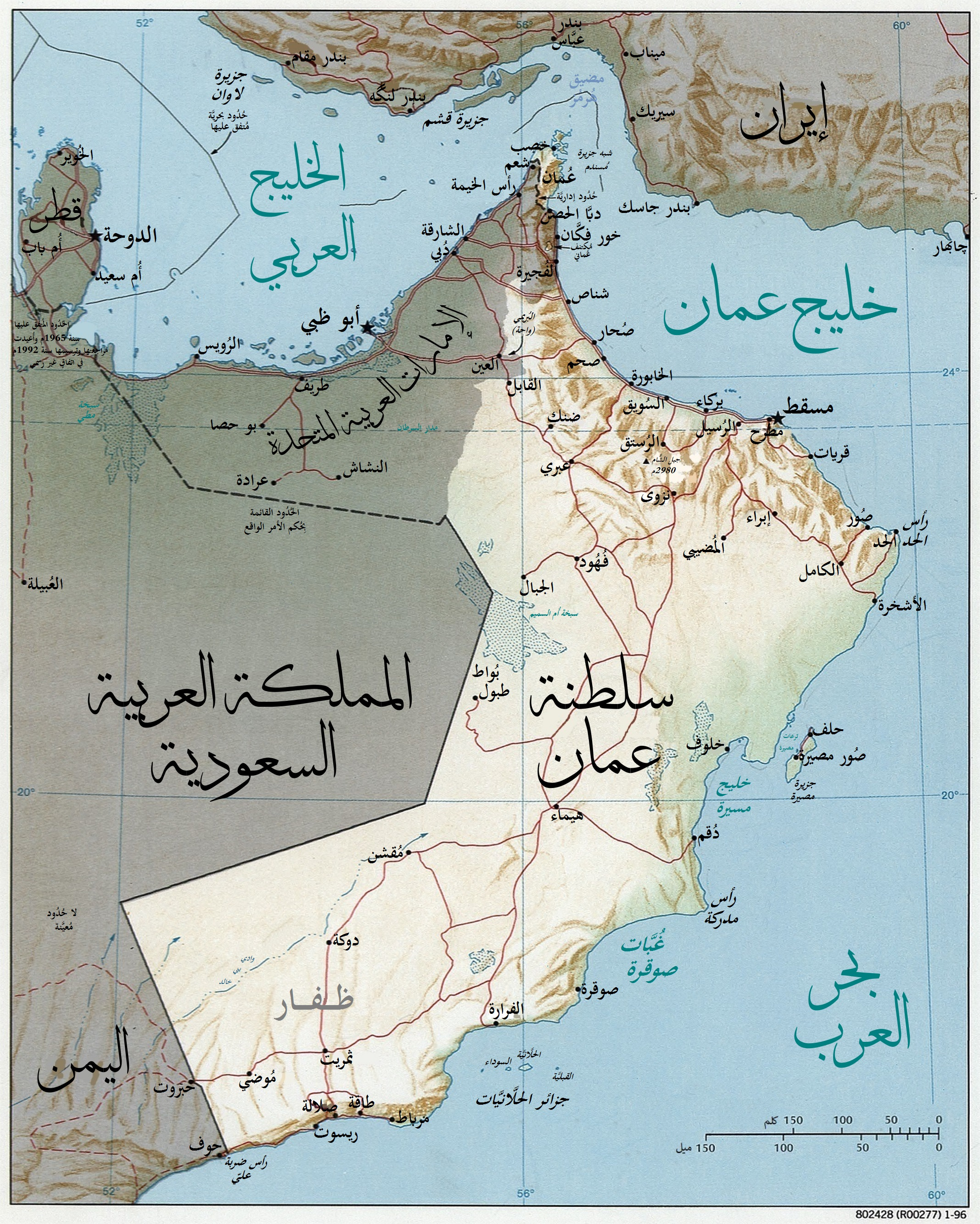
خريطة لسلطنة عمان يظهر فيها رأس الحد

يبعد رَأْس ٱلْحَدّ نحو 46 كيلومتراً عن مدينة صور ويعد أول بقعة تشرق فيها الشمس في الوطن العربي. تقع جبال الحجر إلى الغرب.
تُعرف الشواطئ في رأس الحد ورَأْس ٱلْجِنْز المجاورة بأنها أرض خصبة للسلاحف البحرية الخضراء.
وهذه المجموعة من الشواطئ تجتذب عدد ضخما من السلاحف الخضراء حيث تعشش فيها ما بين 6 000-13 000 سلحفاة. تفد إلى السلطنة من مناطق أخرى بعيدة مثل الخليج العربي، والبحر الأحمر، وشواطئ شرق أفريقيا. وقد أعلنت محميةً طبيعيةً بتاريخ 23 أبريل 1996، وهي تغطي مساحة 120 كيلومترًا مربعًا من الشواطئ والأراضي الساحلية وقاع البحر واثنين من الخور (خور الحجر وخور جراما). وتمتد بطول 45 كم على طول الساحل من خور جراما شمالاً إلى قرية رأس الرويس جنوباً. تتميز المحمية بأرض صخرية في بعض أجزاءها، ولكن يتواجد بها العديد من الشواطئ الرملية شديدة الانحدار.

## التاريخ
تميز موقع رأس الحد بكونه فاصلًا بين بحر العرب وبحر عمان وانفتاحه على المحيط الهندي جعل الدول تطمح دولية للسيطرة عليه، مما حدى بسكان المنطقة ببناء حصن رأس الحد للحمايتهم من هذه الأطماع، وهو مبني على هضبة مرتفعة تطل على بحر عمان وبحر العرب وخور الحجر.

## رادار المخابرات الهندي
هناك مركز استماع هندي في راس الحد، وحقوق الرسو للبحرية الهندية في قاعدة مسقط البحرية.

## المعالم

### محمية رأس الجنز للسلاحف
تستضيف شبه الجزيرة الواقعة في أقصى الشرق في عمان واحدة من أهم مجموعات السلاحف الخضراء في العالم. على مدار العام ، تصل هذه الزواحف البحرية الضخمة ذات ال190 كيلوغرامًا من البحر إلى رأس الجنز للتعشيش وهذه الأنواع مهددة بالانقراض. تضع كل أنثى حوالي 100 بيضة أثناء الليل، وقد يعيش فقس واحد فقط حتى النضج.

### حصن راس الحد
توجد قلعة يعود تاريخها إلى منتصف القرن السادس عشر في وسط القرية. يبلغ طولها 16 متراً وعرضها 13 متراً، وتشمل مباني القلعة على برجين وفتحات للدفاع والمراقبة وتحتوي على مخزن الذخيرة وبئر الماء. أول ما يقابل السائح أو الزائر للحصن عند الوصول بوابة كبيرة طولها 3 أمتار وعرضها 2.5 متر، كما أن هناك مقاعد على جانبي مدخل الحصن للضيافة، ويوجد كذلك سبلة تبلغ أبعادها 3 أمتار على 4 أمتار، وغرفة انتظار طولها 7 أمتار تقريبا وعرضها 3 أمتار وارتفاعها 3.5 متر، وسقف الحصن مصنوع من حشب الساج المستورد من الهند والخشب الأسود والخشب المنقوش المجوف من داخل والمستوردان من زنجبار.

### المطار
كان المطار مكون من مدرج أسفلت يعمل مهبط طائرات للطوارئ خلال الحرب العالمية الثانية.

## الوصلات الخارجية
- خريطة الشارع المفتوح - رأس الحد
- صورة لمنارة رأس الحد